# Genkaimurex
Genkaimurex là một chi ốc biển, là động vật thân mềm chân bụng sống ở biển thuộc họ Muricidae, họ ốc gai.

## Các loài
Các loài thuộc chi Genkaimurex bao gồm:
- Genkaimurex fimbriatulus (A. Adams, 1863)[2]
- Genkaimurex monopterus (Pilsbry, 1904)[3]
- Genkaimurex varicosus (Kuroda, 1953)[4]